# Nathalie Bizet
 (décembre 2013).
Pour les articles homonymes, voir Bizet (homonymie).
Nathalie Bizet, née le 2 octobre 1966 à Beauvais, est une cavalière handisport française.

## Carrière
Toute son enfance, Nathalie Bizet souhaitait monter à cheval. En 1982, à l’âge de 16 ans, c’est chose faite lors d’un stage de découverte. Par la suite, elle intègre un club et commence à monter régulièrement.
En 1988, elle achète son premier cheval. Trois ans plus tard, en 1991, elle est présente sur le circuit international et obtient une médaille d’argent en reprise imposée au Championnat du monde.
En 1996, lors des Jeux paralympiques disputés à Atlanta, elle décroche une très belle médaille de bronze par équipe.  Cette médaille lui permet en 1997 d’intégrer le dispositif Athlètes SNCF en tant qu’agent administrative à Paris Rive Gauche.
En 2002, elle termine huitième au championnat d’Europe, sixième et huitième respectivement en dressage imposé et dressage libre aux Jeux paralympiques d’Athènes en 2004. Elle est également détentrice de 26 titres de championne de France.
Nathalie a obtenu plus de 500 prix dont environ 80 victoires chez les cavaliers valides.

## Palmarès

### Jeux paralympiques
- 2012 à Londres,  Angleterre
  - 7e en dressage libre et 8e en dressage imposé
- 2008 à Beijing,  Chine
  - 5e en dressage libre et dressage imposé
- 2004 à Athènes,  Grèce
  - 6e en dressage imposé et 8e en dressage libre
- 2000 à Sydney,  Australie
  - 12e au concours complet individuel mixte[3]
- 1996 à Atlanta,  États-Unis
  -  Médaille de bronze par équipe

### Championnat du monde
- 10e à Caen en France - 2014
- 5e à Hartpury en Angleterre - 2007
- 10e à Moorsele en Belgique - 2003
- 9e à Aarhus au Danemark - 1999
- Médaille d'argent en reprise imposée - 1994
- Médaille d'argent en reprise imposée - 1991

### Championnat d'Europe
- 6e en libre et 8e en imposé à Deauville en France - 2015
- 5e en libre et 6e en imposé à Moorsele en Belgique - 2011
- Médaille de bronze à Soskut en Hongrie - 2005

### Championnat de France
- 26 titres de Championne de France